# Mosaici di Delo

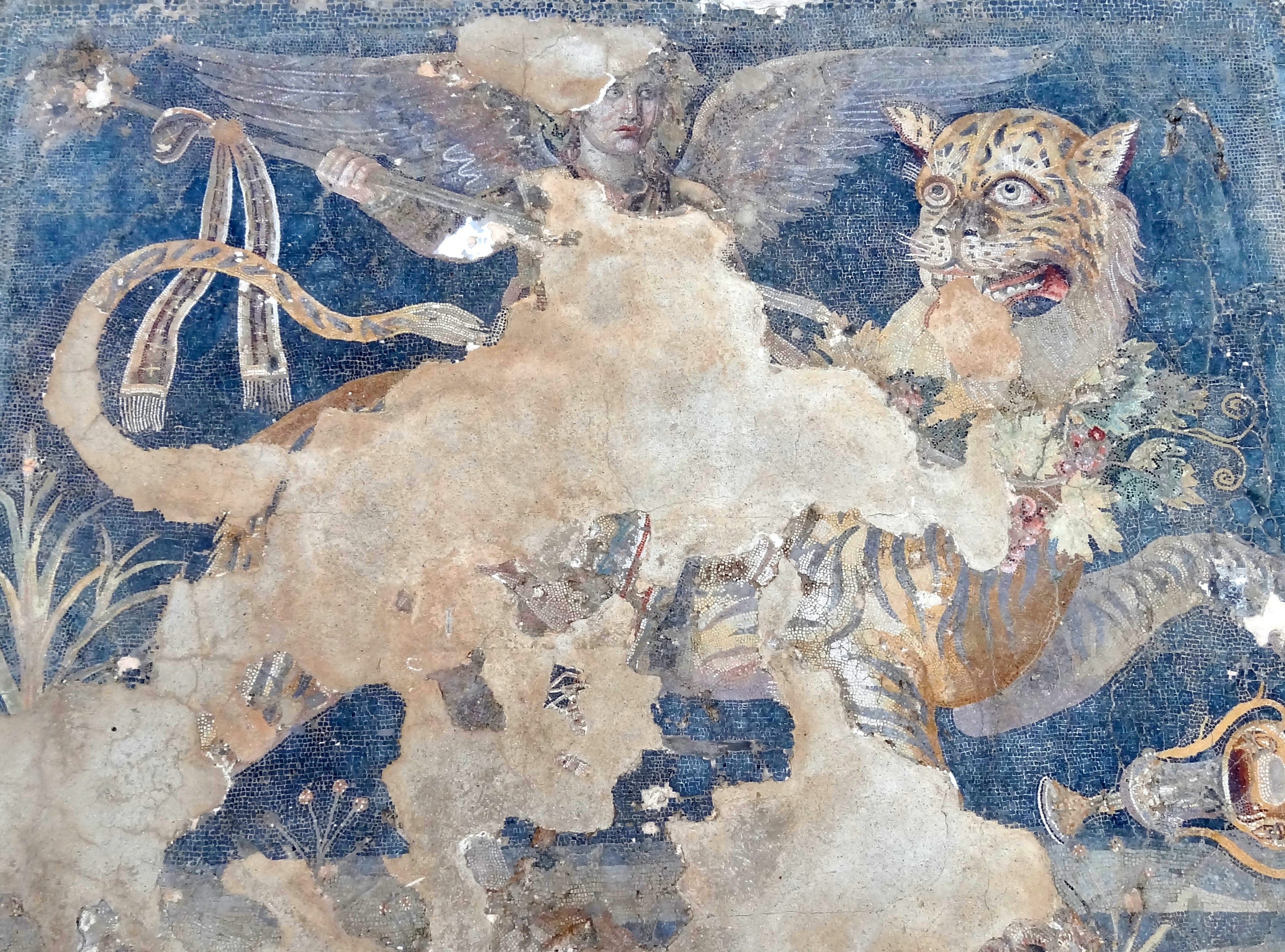
Mosaico greco-ellenistico di Dioniso in forma di demone alato a cavallo di una tigre, dalla c.d. "Casa di Dioniso" a Delo - tardo II secolo a.C. - Museo archeologico di Delo.

I Mosaici di Delo sono una significativo corpo di mosaici greco-ellenistici del II-I secolo a.C. rinvenuti a Delo (Isole Cicladi) il cui insieme assomma quasi la metà di tutti i mosaici ellenistici a tassellatura pervenutici. Gli ultimi esemplari prodotti a Delo datano al tempo della Grecia romana, quando la locale produzione venne bloccata dall'avvio delle guerre mitridatiche.
I mosaici di Delo, pur con tracce d'influenza artistica romano-italica e punico-fenicia, sono un chiaro esempio di produzione artistica ellenistica non dissimile dal resto delle opere (scultoree e pittoriche) che la ricca committenza dell'isola ha patrocinato. Ricorrono perciò a Delo stilemi decorativi simili a quelli osservabili nei mosaici della capitale macedone, Pella, tanto quanto attributi della produzione artistica greca più antica, come la tecnica del fondo nero tipica della c.d. "Ceramica a figure rosse" (Grecia classica). Taluni di questi stilemi vennero ripresi dall'arte romana seppur i mosaici di Pompei, contemporanei a quelli di Delo, rivelino significative differenze rispetto a questi ultimi.

## Datazione
354 mosaici di Delo sono stati studiati dall'archeologo francese Philippe Bruneau che li ha datati al tardo ellenismo (seconda metà del II secolo a.C.-inizio I secolo a.C.), contemporanei cioè al tardo periodo repubblicano di Roma. Qualche mosaico è databile al periodo della Grecia classica mentre uno è stato realizzato durante l'età imperiale romana. Bruneau, basandosi sulla similitudine dello stile, ha poi ipotizzato che la maggior parte dei mosaici ellenistici sia stato realizzato tra il 133 a.C. e l'88 a.C., cioè dopo il passaggio di Delo nell'orbita politica ateniese (ca. 167 a.C.) a seguito della vittoria romana nella terza guerra macedonica e la conseguente espulsione dall'isola della maggior parte dei primitivi abitanti e dopo la distruzione romana di Corinto (146 a.C.) che garantì all'isola il ritorno dello status di maggior centro commerciale greco latore dell'afflusso di capitali che concorsero a fare di Delo un centro di alta committenza artistica. Un secolo dopo, l'economia di Delo e, di conseguenza, la sua committenza artistica, iniziò a subire una contrazione a seguito degli attacchi portati dalle truppe pontiche di Mitridate Eupatore nel 88 a.C. e nel 69 a.C. (v. Guerre mitridatiche). Il benessere economico dell'isola decadde però formalmente solo quando Roma ne fece un semplice centro di scalo secondario nella rotta commerciale orientale voluta da Ottaviano Augusto.